# 귀향, 그 짧은 이야기
《귀향, 그 짧은 이야기》는 한국방송공사 1TV 특집드라마이다.

## 기획 의도
경찰이 쫓기게 된 한 여인이 어머니를 만나러 고향에 가는 이야기

## 제작진
- 극본 : 이홍주
- 연출 : 박영주

## 출연진
- 김주승
- 김청
- 박인환
- 정혜선
- 주호성